# 莫里纽斯
莫里纽斯是巴西塞阿拉州的一个市镇。总面积408.878平方公里，总人口20455人，人口密度50人/平方公里。